# 티모르해

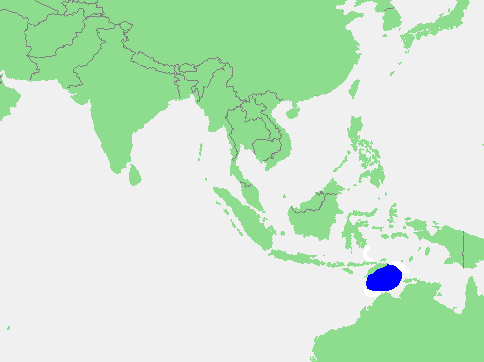
티모르해의 위치

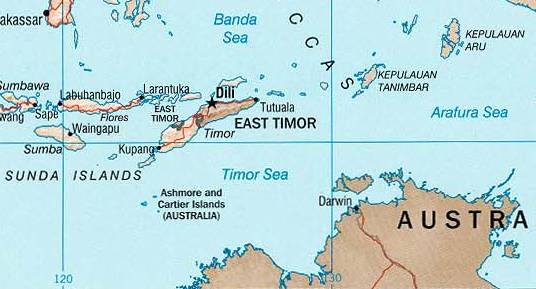
티모르해 지도

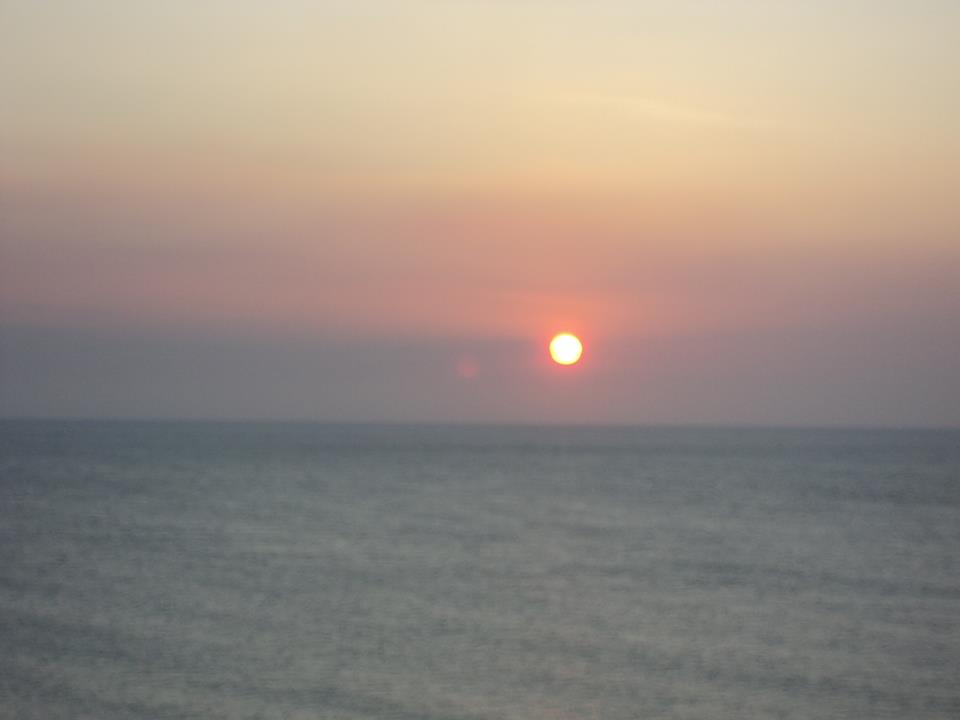
티모르해, 동티모르

티모르해(Timor Sea, 인도네시아어: Laut Timor, 포르투갈어: Mar Timor)는 티모르섬과 오스트레일리아의 노던 준주 사이의 바다이다. 동쪽으로는 태평양의 아라푸라해와 연결된다. 평균 수심은 406m, 가장 깊은 곳은 수심 3,300m이다.

## 같이 보기
- 반다해